# Джерело села Миндик
Джерело в селі Миндик (рум. Izvorul din satul Mîndîc) — пам'ятка природи гідрологічного типу в Дрокійському районі Молдови. Розташоване у північній частині села Миндик, на лівому березі річки Кубольта. Займає площу 0,5 га, або 0,07 га за деякими останніми оцінками. Об’єкт перебуває у віданні мерії села Миндик.

## Опис
Джерело води оформлено у вигляді невеликого басейну з бетонними та вапняковими стінками, в якому є 5 водовиходів. Конструкція містить такі елементи, як сходи, тераси, дамби тощо, але виглядає архаїчно через мох, який частково вкриває бетон.
Джерело холодноводне, за ступенем мінералізації олігомерне, з геологічної точки зору спускається з долини. За хімічним складом це джерело з гідрокарбонатно-сульфатно-кальцієво-магнієво-натрієвою водою (HCO3–SO4; Ca–Mg–Na). Вода без запаху, безбарвна, нейтральна (рН 7,1), близька до ГДК нітратів, рівень забруднення оцінюється в 40 мг/л, тобто 80% від гранично допустимої концентрації (ГДК). Жорсткість води перевищує ГДК на 60%.

## Статус захисту
Джерело є гідрологічним об'єктом з дуже високою дебітністю понад 300 л/хв. Це сприяє стоку річки Кубольта. Через високу жорсткість води вона використовується жителями села лише для технічних потреб.
Поруч, на відстані близько 10 м, є кілька житлових будинків, іноді відходи можуть зберігатися на території, що охороняється. У безпосередній близькості від джерела, а також на берегах річки Кульботи росте багато верб, тополь, кленів.
Необхідний капітальний ремонт споруд джерела, а також реконструкція водовідвідних каналів. Також рекомендується встановити інформаційний щит.